# Neville Brody
Neville Brody es un diseñador, y director de arte. inglés nacido el 23 de abril de 1957 en Londres.

## Carrera
Brody se formó en el London College of Printing entre 1976 y 1979. Sus primeros trabajos fueron cubiertas de discos para sellos independientes en las que ya podía apreciarse un interés por el diseño de los años veinte y un alejamiento de las convenciones de las tendencias de la década de los setenta. 
En 1981 se convirtió en director de arte de The Face, para la que diseñó Typeface Six, una nueva tipografía que recogía las influencias del punk y las nuevas corrientes de la new wave. 
De la mano de Brody, The Face rompió con la tradición del diseño editorial respetuosa con la estructura reticular y los principios de funcionalidad. Brody comenzó a alterar las convenciones tipográficas usadas para la jerarquización de la información. Otras publicaciones en las que trabajó fueron Arena y City Limits. Podrían resumirse sus principales ideas como un rechazo a la concepción del diseño como solución de problemas.
Hacia 1988 hizo del ordenador personal su principal herramienta de trabajo y comenzó a diseñar nuevas fuentes tipográficas, que han sido distribuidas por Linotype. En 1988 apareció la primera monografía sobre su obra, The graphic language of Neville Brody, al tiempo que se celebraba una exposición en el Victoria and Albert Museum que ejerció una influencia destacada en toda Europa. 
El uso del ordenador ha provocado una evolución importante en su estilo, que se ha dulcificado notablemente con un mayor uso del color frente a la sobriedad de su primera etapa. Incluso el diseño de sus nuevas fuentes tipográficas para Fontshop, algunas en colaboración con el tipógrafo Erik Spiekermann, responden a un estilo más desenfadado. Su creciente fama le ha permitido acceder a otro tipo de proyectos, inhabituales en un grafista, como la identidad corporativa de la televisión austríaca (ORF) y el canal alemán codificado Première. 
En 1994 se publicó la segunda monografía, The graphic language of Neville Brody II, que cubre su trabajo desde 1988.
Es fundador de la red de espacios para la experimentación gráfica Research Studios, con oficinas en Londres, París, Berlín y Barcelona. Dirigidas por Lionel Massias (RSParís), Daniel Borck (RSBerlín), Pablo Rovalo (RSBCN).